# Сколоздра, Владимир Иванович
Влади́мир Ива́нович Сколо́здра (1912—1980) — советский украинский скульптор.

## Биография
Родился 20 августа 1912 года в Дроговиже. Учился во Львовской художественно-промышленной школе (1939—1941).
Работал в станковой (портреты) и монументальной скульптуре.
Умер 7 августа 1980 года. Похоронен в родном селе.
Сын — профессор Сколоздра, Роман Владимирович, учёный-химик, педогог, доктор наук.

## Награды и премии
- Сталинская премия третьей степени (1952) — за скульптурную фигуру «Олекса Довбуш» (1951)

## Творчество

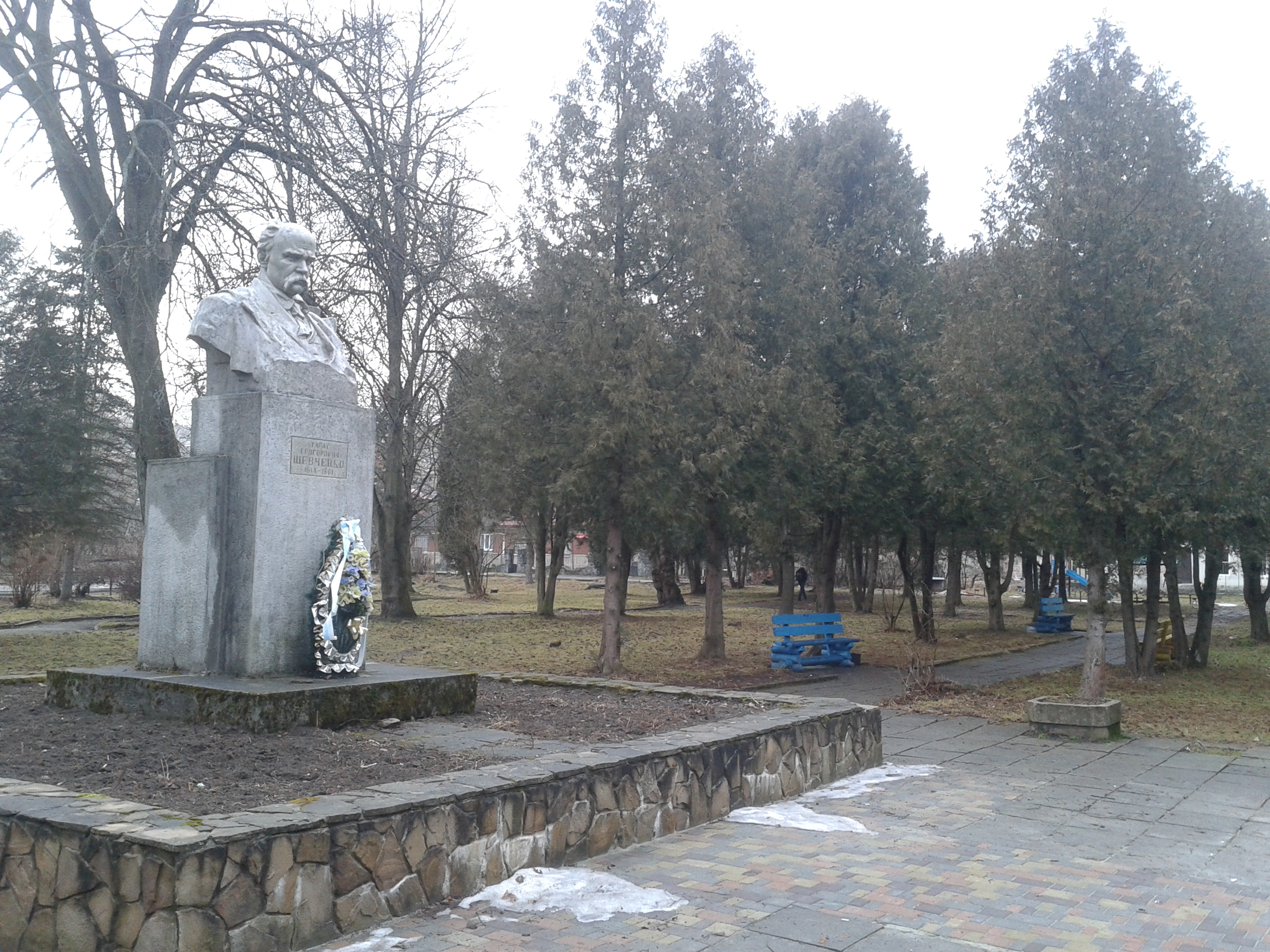
Бюст Т. Шевченко в пгт. Славское (Львовская область)

- барельеф с портретом Т. Г. Шевченко (1941).
- «Олекса Довбуш» (в соавторстве с Н. Л. Рябининым, 1951).
- бюст И. Я. Франко (мрамор).
- бюст В. С. Стефаника (1953).
- бюст Л. Украинки (1958).
- бюст Л. ван Бетховена.
- «Гомон Карпат» (1960).
- «Шевченко-солдат» (1963).
- памятники В. С. Стефанику (Львов; гранит, 1971, архитектор М. Д. Вендзилович) и (Эдмонтон; бронза; 1971).